# Quercus hondae
Quercus hondae là một loài thực vật có hoa trong họ Cử. Loài này được Makino miêu tả khoa học đầu tiên năm 1902.

## Hình ảnh